# هامش الخطأ

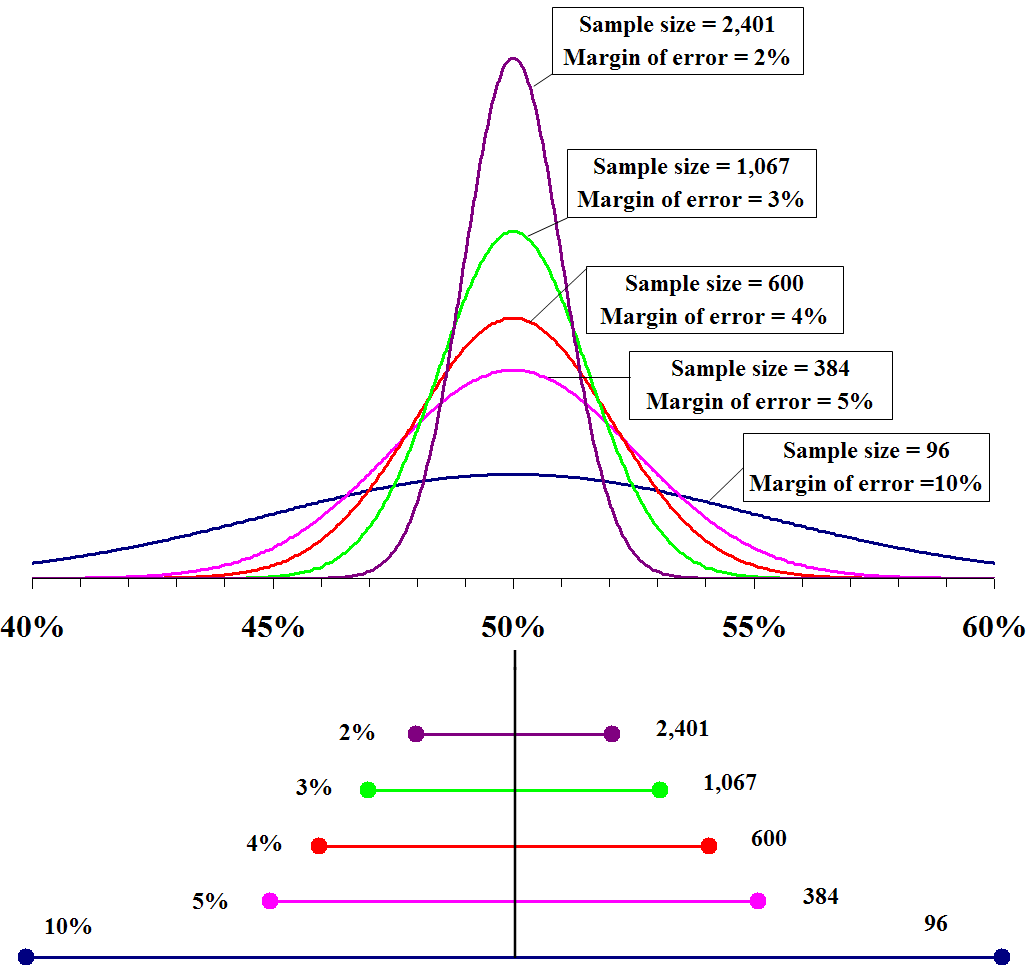

هامش الخطأ هو مصطلحٌ إحصائي يُعبّر عن كمية خطأ الاستعيان في عيّنةٍ عشوائيّة في نتائج الاستقصاءات (survey). وكلّما زاد هامش الخطأ، قل اعتقاد المرء بأن نتائج الاستطلاع قريبة من الأرقام الحقيقية بمعنى أنّها تعبّر عن أرقام كل السكّان (population). ويحدث هامش الخطأ عندما لا يتمُّ أخذ عيّنة تمثّل عدد السّكان تمثيلاً حقيقيّاً.

## توضيح
عادةً يُعرف هامش الخطأ على أنه «نصف القطر» أو نصف العرض لـفترة الثقة التابعة لـإحصائية معينة من المسح الإحصائي. ومثال على ذلك النسبة المئوية للناس الذين يفضلون المنتج أ عن المنتج ب وعندما يتم الإبلاغ عن هامش خطأ عالمي لمسح إحصائي، فإنه يشير الي الهامش الأقصى للخطأ لجميع النسب المئوية المبلّغ عنها باستخدام عينة كاملة للبحث. وإذا كانت الإحصائية عبارة عن نسبة مئوية، فإنه يمكن حساب الهامش الأقصى للخطأ كحساب نصف قطر فترة الثقة لنسبة مئوية مبلغ عنها بنسبة 50 %.
وقد وُصف هامش الخطأ على أنه الكمية «المطلقة»، والتي تساوي نصف قطر فترة الثقة للإحصائية. وعلى سبيل المثال، إذا كانت القيمة الحقيقية تساوي 50% من النقاط، ونصف قطر فترة الثقة للإحصائية يساوي 5% من النقاط فإنه يمكن القول بأن هامش الخطأ يساوي 5% من النقاط. ومثال آخر على ذلك، إذا كانت القيمة الحقيقية تساوي 50 شخصًا، ونصف قطر فترة الثقة يساوي 5 أشخاص فإنه يمكننا القول بأن هامش الخطأ يساوي 5 أشخاص.
وفي بعض الحالات، لا يمكن التعبير عن هامش الخطأ على أنه كمية «مطلقة» ولكن يُعبر عنه على أنه كمية «نسبية». وعلى سبيل المثال، افترض أن الكمية الحقيقية هي 50 شخصًا، ونصف قطر فترة الثقة يساوي 5 أشخاص. وإذا استخدمنا التعريف المطلق، فإن هامش الخطأ سيصبح 5 أشخاص. ولكن إذا استخدمنا التعريف النسبي، فإننا نعبر عن هامش الخطأ المطلق كالنسبة المئوية للقيمة الحقيقية. لذلك في هذه الحالة، هامش الخطأ هو 5 أشخاص، ولكن النسبة المئوية النسبية لهامش الخطأ تكون 10% (لأن 5 أشخاص يساوون 10% من 50 شخص). وفي كثيرٍ من الأحيان، ومع ذلك، لا يتم التمييز صراحةً ولكنه دائمًا ما يكون واضحًا في السياق.
ومثل فترات الثقة، يمكن تعريف هامش الخطأ لأي مستوى ثقة مطلوب، ولكن عادةً ما يتم اختيار مستوى 90% أو 95% أو 99% (مماثلاً لـ95%). هذا المستوى هو احتمال أن هامش الخطأ حول النسبة المئوية المسجلة يمكن أن تتضمن النسبة المئوية «الحقيقية». وبجانب مستوى الثقة، يأتي تصميم العينة (sample design) للمسح الاستقصائي، وخاصةً حجم العينة (sample size)، ويحدد حجم هامش الخطأ. كلما كبر حجم العينة نتج عنها هامش خطأ أقل، ويظل الباقي متساويًا.
إذا تم استخدام فترات الثقة الدقيقة، فإن هامش الخطأ يأخذ في اعتباره نسبة الخطأ في العينات وغير العينات. إذا تم استخدام فترة الثقة التقريبية (على سبيل المثال، إذا افترضنا أن التوزيع طبيعي وبالتالي تكييف فترات الثقة وفقًا لذلك)، فإن هامش الخطأ يمكن فقط أن يأخذ خطأ الاستعيان (sampling error) العشوائي في اعتباره. وهي لا تمثل مصادر خطأ محتملة أخرى أو انحياز (bias) مثل تصميم عينة غير ممثلة، أو أن يكون أسئلتة مصاغة بطريقةٍ سيئة، أو كذب أو رفض الناس إجابة الأسئلة، أو إقصاء الناس الذين يصعب التواصل معهم، أو خطأ في العد والحسابات.

## التعريف
عادةً ما يُعرف هامش الخطأ لإحصائية معينة ذات اهتمام خاص بأنه نصف القطر (أو نصف العرض) لفترة الثقة التابعة لتلك الإحصائية. ويمكن استخدام المصطلح أيضًا ليعني خطأ العينة بشكلٍ عام. في تقارير وسائل الإعلام عن نتائج الاستبيان، عادةً ما يشير المصطلح إلى هامش الخطأ الأقصى لأي نسبة مئوية من هذا الاستبيان.